# Кашиці-Міліцькі
Кашиці-Міліцькі (пол. Kaszyce Milickie) — село в Польщі, у гміні Жміґруд Тшебницького повіту Нижньосілезького воєводства.
Населення — 514 осіб (2011).
У 1975-1998 роках село належало до Вроцлавського воєводства.

## Демографія
Демографічна структура станом на 31 березня 2011 року:
|          | Загалом | Допрацездатний вік | Працездатний вік | Постпрацездатний вік |
| -------- | ------- | ------------------ | ---------------- | -------------------- |
| Чоловіки | 254     | 53                 | 191              | 10                   |
| Жінки    | 260     | 55                 | 169              | 36                   |
| Разом    | 514     | 108                | 360              | 46                   |